# Городище літописного міста Ярополча
Городище літописного міста Ярополча— пам'ятка археології IX—XIII століття, яка знаходиться в селі Яроповичі Бердичівського району Житомирської області.

## Опис пам'ятки
Городище розташоване на південь від села Яроповичі, в урочищі Замок, на витоках річки Ірпінь. Займає площу близько 0,46 гектара. Вперше згадується в літописі у 1160 році. Князь Ярополк у X столітті збудував тут важкодоступне укріплення із замком, яке згодом дало назву селу. У центрі укріплення височіла гора, яка й наразі піднімається посередині рівнини. На горі був замок князя, на честь якого і назвали засноване поселення. У 1240 році місто Ярополч зруйнували монголо-татари.
Пам'ятка являє собою подовжений овальний майданчик розмірами 110×50 м. Із трьох сторін городище оточують води штучного ставка, який є одним із витоків р. Ірпінь. Дуже круті схили городища укріплені ескарпами у два яруси. Висота верхнього ярусу досягає семи метрів, а нижнього — більше трьох метрів. Поміж двома ярусами знаходиться майданчик шириною десять метів. Лише з одного боку був порівняно невисокий вал, наразі він досягає півтора метри. Саме тут знаходився в'їзд — розрив у валу — у городище.
Також неподалік знаходиться кругле городище, яке місцеві називають «Батарея».

## Археологічні знахідки
Яроповицьке городище мало досліджене археологами. Радянський археолог Раппопорт Павло Олександрович  у 1950 р. провів експедицію-розвідку, знайшов давньоруську гончарну кераміку та дослідив кілька поховань, в одному з яких був знайдений горщик Х-ХІ століття. Експедиція археолога Михайла Кучери була проведена у 1988 році і виявила неукріплене поселення (посад). Це кругле городище, яке місцеві називають «Батарея», має площу 0,7 га. Також була знайдена кераміка X-середини XIII ст.

## Значення
Городище є пам'яткою археології національного значення, внесеною до Державного реєстру нерухомих пам'яток України.